# 台北腹链蛇
（又名臺北游蛇）是臺灣特有的小型無毒蛇類，屬於游蛇科东亚腹链蛇属，主要見於臺灣中、北部的中低海拔山區，族群稀少，甚為罕見，為臺灣唯一名列「瀕臨絕種野生動物」的蛇種。其种加词「miyajimae」得名自模式標本的採集者宮島龍華。

## 特徵
為無毒的小型蛇類，體長約60-70公分，頭部後方和頸部各有一個白色斑點，體側兩邊各有一條橘紅色縱帶從頸部連至尾部。

## 習性
一般栖息于潮濕的低海拔山区以及活动于森林底层、灌丛、草丛或山区步道上。其生存的海拔上限为1000公尺。该物种的模式产地在台湾台北。主要在白天活動。性情溫和，以蛙類、蝌蚪為主食，卵生。

## 保護
- 金絲蛇目前被農委會列為第一級「瀕臨絕種」保育類的野生動物。